# 盛岡オリンピック構想
盛岡オリンピック構想（もりおかオリンピックこうそう）は、1998年冬季オリンピックの開催を岩手県盛岡市で目指していた構想。日本オリンピック委員会 (JOC) が長野県長野市を日本国内の候補都市として決定したことにより実現しなかった。

## 招致運動の経緯
1983年に岩手県経済同友会にて盛岡市への冬季五輪承知が提言されたことをきっかけに盛岡市民や岩手県民に大きな反響があったことから、1985年2月8日の「盛岡冬季オリンピック招致を語る会」設立を経て、1986年2月12日に「オリンピック冬季競技大会盛岡招致委員会」が発足。同年12月、盛岡市が JOC に「第18回オリンピック冬季競技大会開催都市立候補申請書」を提出。長野市、山形県山形市に続いて3都市目であった。1987年4月には岩手県が冬季オリンピック招致促進室・盛岡市がオリンピック招致推進局を設置しその後県内各市町村議会や競技団体が招致決議を行った。
しかし1988年6月1日、JOC の委員会で国内開催候補都市を決定する投票が行われた結果、長野市34票・盛岡市7票・北海道旭川市4票・山形市0票となり、盛岡は落選した。候補都市となった長野市は1991年6月15日、第97回国際オリンピック委員会総会にて開催都市に選出され、長野オリンピックの開催が決定した。

## 計画の概要
盛岡市内のほか雫石町、滝沢村（当時）、松尾村にも競技場を置き、選手村から25km圏内に全会場をまとめ、1998年2月7日から22日・または1月31日から2月15日までの16日間に7競技68種目を実施する計画であった。経費として競技施設建設費664億円、関連設備整備費691億円、関連道路整備費1,125億円、運営費500億円の計2,980億円を試算していた。

### 実施予定種目
- アルペンスキー 10種目
  - 男女滑降・スーパー大回転・大回転・回転・複合
- ノルディックスキー 14種目
  - クロスカントリースキー男子10km・15km・30km・50km・リレー、女子5km・10km・20km・リレー
  - ノルディック複合個人・団体
  - スキージャンプ70m級・90m級・団体
- フリースタイルスキー 6種目
  - 男女バレエ・モーグル・エアリアル
- スピードスケート 10種目
  - 男子500m・1000m・1500m・5000m・10000m, 女子500m・1000m・1500m・3000m・5000m
- ショートトラックスピードスケート 10種目
- 男女500m・1000m・1500m・3000m・リレー
- フィギュアスケート 4種目
  - 男女シングル・ペア・アイスダンス
- アイスホッケー 1種目
  - 男子
- バイアスロン 6種目
  - 男子10km・20km・リレー、女子5km・10km・リレー
- ボブスレー 2種目
  - 男子2人乗り・4人乗り
- リュージュ 3種目
  - 男子1人乗り・2人乗り、女子1人乗り
- カーリング 2種目
  - 男子、女子
- デモンストレーション競技1種目[1]
  - ハンディスキー男子、女子
- エキシビション競技1種目[1]
  - オールドパワースキー男子、女子

### 予定会場
- アルペンスキー - 雫石スキー場（雫石町、既設・一部新設）
- クロスカントリースキー - 西山クロスカントリースキー競技場（雫石町西根、新設）、男助山コンバインド競技場（雫石町南畑、新設）
- スキージャンプ - 男助山ジャンプ競技場（雫石町南畑、新設）、田山70m級ジャンプ場（安代町田山、既存、練習用）
- フリースタイルスキー - 網張スキー場（雫石町網張温泉、既設）
- スピードスケート - 屋内スピードスケート競技場（滝沢村滝沢砂込、新設）、岩手県営総合スケート場400mリンク（盛岡市みたけ、練習用、既設）
- ショートトラックスピードスケート - 岩手産業文化センターSTS会場（滝沢村滝沢字砂込、リンク仮設）
- フィギュアスケート - 盛岡市アイスアリーナ（盛岡市本宮、新設）、紫波屋内スケート場（紫波町、練習用、新設）
- アイスホッケー - 第一アイスホッケー会場（盛岡市北太田、新設）、第二アイスホッケー会場（盛岡市三ツ割、新設体育館にリンク仮設）、矢巾町営アイスアリーナ（矢巾町、新設、練習用）
- バイアスロン - 姥屋敷バイアスロン競技場（滝沢村姥屋敷、新設）
- ボブスレー・リュージュ - 東八幡平ボブスレー・リュージュ競技場（松尾村東八幡平八幡平リゾートスキー場隣接地、新設）
- カーリング - 岩手県営総合スケート場アイスアリーナ（盛岡市みたけ、新設）
- 選手村・プレスセンター・大会本部・開閉会式 - 盛岡南地区（盛岡市本宮、新設）[1]